# Tập đoàn quân số 8 (Liên bang Nga)
Tập đoàn quân binh chủng hợp thành Cận vệ số 8 Huân chương Lenin (tiếng Nga: 8-я гвардейская общевойсковая ордена Ленина армия) là một tập đoàn quân của Lục quân Liên bang Nga, thuộc biên chế của Quân khu Nam. 

## Lịch sử
Tập đoàn quân số 8 có lịch sử thành lập, phát triển và chiến đấu lâu dài. Tháng 5 năm 1943, Tập đoàn quân số 63 của Hồng quân Liên Xô được tổ chức lại thành Tập đoàn quân số 8 và được trao danh hiệu Cận vệ để ghi nhận quân công trong Trận Stalingrad. Tập đoàn quân số 8 dưới sự chỉ huy của tư lệnh lừng danh Vasily Ivanovich Chuikov đã tích cực tham chiến trong Chiến tranh thế giới thứ hai. Sau Chiến tranh, Tập đoàn quân số 8 đồn trú ở Nohra, Đông Đức cho đến tận năm 1993. Tháng 5 năm 1998, Tập đoàn quân số 8 bị giải thể thành các quân đoàn. Đến năm 2017, Tập đoàn quân số 8 được tái lập.
Trong Chiến dịch Quân sự Đặc biệt, các thành phần của Tập đoàn quân số 8 đã tham gia tích cực cả ở mặt trận phía đông và phía nam Ukraina.
Ngày 5 tháng 8 năm 2024, theo Sắc lệnh của Tổng thống Liên bang Nga, Tập đoàn quân 8 đã được trao tặng danh hiệu danh dự "Cận vệ".

## Biên chế
Tập đoàn quân số 8 tại hiện tại bao gồm các đơn vị sau đây:
- Bộ tư lệnh tập đoàn quân (đóng ở Novocherkassk);
- Sư đoàn bộ binh ô tô Cận vệ 20 (Huân chương Cờ Đỏ, Huân chương Suvorov)[1]
- Sư đoàn bô binh ô tô Cận vệ 150 (Huân chương Kutuzov)[2]
- Lữ đoàn pháo binh Cận vệ 238[3]
- Lữ đoàn rocket 47
- Lữ đoàn tên lửa phòng không Cận vệ 78[4][5]
- Trung đoàn công binh Cận vệ 33[6]
- Trung đoàn phòng thủ bức xạ, hóa học và sinh học số 39
- Lữ đoàn kiểm soát quân sự số 133.

## Các tư lệnh
- Sergey Yuryevich Kuzovlev từ tháng 3/2017 đến tháng 2/2019;
- Andrei Ivanovich Sychevoi từ tháng 2/2019 đến tháng 11/2021;
- Andrey Nikolayevich Mordvichev từ tháng 11/2021 đến tháng 2/2023;
- Gennady Vladimirovich Anashkin từ tháng 2/2023 đến tháng 4/2024.